# Кабаєв Леонід Миколайович
Леонід Миколайович Кабаєв, (25 вересня 1935, село Михайлівське, Запорізької області — 2012) — лауреат Ленінської премії СРСР (1970). Інженер-геофізик. Один з першовідкривачів родовищ нафти і газу у Сибіру.
Його батько працював директором Носівської дослідної станції, а Леонід навчався в Носівській СШ № 1, яку і закінчив. Закінчив Київський державний університет імені Тараса Шевченка (1958).
З 1959 р. працював в Ханти-Мансійському окрузі (інженер-оператор Березовської геологорозвідувальної експедиції). У 1962 р. став начальником сейсмопартії Нижнєвартовської експедиції. Проклав перший сейсмопрофіль в районі Самотлора.
Л.М. Кабаєв є першовідкривачем ряду інших найбільших нафтогазових родовищ Сибіру, автором винаходів в області пошуку, розвідки і розробки родовищ нафти. Нижневартовськ у даний час це одне з найбільших міст округу, але в ту пору в ньому не було навіть своєї середньої школи. Леонід Миколайович був одним із першовідкривачів Самотлора, що відноситься до найбільших нафтових родовищ світу.
У 1966-1974 рр. Кабаєв працював на півострові Ямал, в Заполяр’ї начальником партії Тазовськой ГФЕ. Там в 1970 р. його і застала звістка про нагородження (за нижнєвартовський період) Ленінською премією — за відкриття великих родовищ нафти в Середньому Приоб'ї і прискорену підготовку промислових запасів.  
В 1974-86 працював головним інженером, начальником партії Ханти-Мансійського геофізичного тресту. 
У 1986-95 працював заступником директора ЗахСиббуд НДПІ та ЗахСиб НДІ-геофізика (філіалів у м. Ханти-Мансійську). 
У 1995 році він став першим директором Ханти-Мансійського музею геології нафти і газу.

## Відзнаки
- Ленінська премія (1970)

## Джерело
- Кабаєв Леонід Миколайович // Фурса В. М. Славні імена Носівщини. — 2-ге видання, доповнене, перероблене. — Ніжин : ТОВ «Аспект-Поліграф», 2012. — 384 сторінки : ілюстрації. ISBN 978-966-340-493-6. Сторінки 15, 160–161.